# St. Petersburg Open 2019 - Qualificazioni singolare
Le qualificazioni del singolare del St. Petersburg Open 2019 sono state un torneo di tennis preliminare per accedere alla fase finale della manifestazione. I vincitori dell'ultimo turno sono entrati di diritto nel tabellone principale. In caso di ritiro di uno o più giocatori aventi diritto a questi sono subentrati i lucky loser, ossia i giocatori che hanno perso nell'ultimo turno ma che avevano una classifica più alta rispetto agli altri partecipanti che avevano comunque perso nel turno finale.

## Teste di serie
1. Damir Džumhur (ultimo turno, lucky loser)
2. Jahor Herasimaŭ (qualificato)
3. Ernests Gulbis (ultimo turno)
4. Il'ja Ivaška (qualificato)

1. Lukáš Rosol (qualificato)
2. Viktor Troicki (ritirato)
3. Aleksej Vatutin (qualificato)
4. Matteo Viola (ultimo turno, lucky loser)

## Qualificati
1. Jahor Herasimaŭ
2. Ilya Ivashka

1. Lukáš Rosol
2. Aleksej Vatutin

### Lucky loser
1. Damir Džumhur

1. Matteo Viola

## Tabellone

### Legenda
| - Q = Qualificato - WC = Wild card - LL = Lucky loser | - ALT = Alternate - SE = Special Exempt - PR = Protected Ranking | - w/o = Walkover - r = Ritirato - d = Squalificato |

### Sezione 1
|  | Primo turno | Primo turno        | Primo turno   | Primo turno | Primo turno |  |  | Ultimo turno | Ultimo turno  | Ultimo turno | Ultimo turno | Ultimo turno |  |
|  |             |                    |               |             |             |  |  |              |               |              |              |              |  |
|  | 1           | Damir Džumhur      | Damir Džumhur | 6           | 7           |  |  |              |               |              |              |              |  |
|  | ALT         | Aslan Karacev      | Aslan Karacev | 3           | 65          |  |  | 1            | Damir Džumhur | 6            | 68           | 4            |  |
|  |             | Evgenij Karlovskij | 4             | 6           | 4           |  |  | 5            | Lukáš Rosol   | 4            | 710          | 6            |  |
|  | 5           | Lukáš Rosol        | 6             | 3           | 6           |  |  |              |               |              |              |              |  |

### Sezione 2
|  | Primo turno | Primo turno        | Primo turno        | Primo turno | Primo turno |  |  | Ultimo turno | Ultimo turno    | Ultimo turno | Ultimo turno | Ultimo turno |  |
|  |             |                    |                    |             |             |  |  |              |                 |              |              |              |  |
|  | 2           | Jahor Herasimaŭ    | Jahor Herasimaŭ    | 6           | 6           |  |  |              |                 |              |              |              |  |
|  |             | Alejandro Tabilo   | Alejandro Tabilo   | 0           | 4           |  |  | 2            | Jahor Herasimaŭ | 7            | 64           | 6            |  |
|  |             | Roman Safiullin    | Roman Safiullin    | 6           | 6           |  |  |              | Roman Safiullin | 5            | 7            | 4            |  |
|  | ALT         | Konstantin Kravčuk | Konstantin Kravčuk | 4           | 1           |  |  |              |                 |              |              |              |  |

### Sezione 3
|  | Primo turno | Primo turno          | Primo turno    | Primo turno | Primo turno |  |  | Ultimo turno | Ultimo turno    | Ultimo turno | Ultimo turno | Ultimo turno |  |
|  |             |                      |                |             |             |  |  |              |                 |              |              |              |  |
|  | 3           | Ernests Gulbis       | Ernests Gulbis | 6           | 6           |  |  |              |                 |              |              |              |  |
|  | PR          | Amir Weintraub       | Amir Weintraub | 1           | 0           |  |  | 3            | Ernests Gulbis  | 6            | 3            | 2            |  |
|  |             | Oleksandr Nedovjesov | 6              | 3           | 5           |  |  | 7            | Aleksej Vatutin | 3            | 6            | 6            |  |
|  | 7           | Aleksej Vatutin      | 1              | 6           | 7           |  |  |              |                 |              |              |              |  |

### Sezione 4
|  | Primo turno | Primo turno         | Primo turno     | Primo turno | Primo turno |  |  | Ultimo turno | Ultimo turno | Ultimo turno | Ultimo turno | Ultimo turno |  |
|  |             |                     |                 |             |             |  |  |              |              |              |              |              |  |
|  | 4           | Il'ja Ivaška        | Il'ja Ivaška    | 6           | 6           |  |  |              |              |              |              |              |  |
|  | WC          | Evgenii Tiurnev     | Evgenii Tiurnev | 1           | 2           |  |  | 4            | Il'ja Ivaška | Il'ja Ivaška | 6            | 6            |  |
|  | WC          | Alexander Vasilenko | 2               | 7           | 2           |  |  | 8            | Matteo Viola | Matteo Viola | 4            | 2            |  |
|  | 8           | Matteo Viola        | 6               | 5           | 6           |  |  |              |              |              |              |              |  |